# Our New Minister
Our New Minister è un cortometraggio muto del 1913 diretto da Kenean Buel e prodotto dalla Kalem Company. Il film, interpretato da Alice Joyce e Tom Moore, venne distribuito nelle sale dalla General Film Company il 12 novembre 1913.

## Trama
Lem Ransom, l'ubriacone del villaggio, ruba delle obbligazioni a una vedova su istigazione di Chapman, un avvocato senza scrupoli. Presi i titoli, Chapman fa cadere i sospetti su Lem che viene arrestato. L'avvocato promette a Lem di prendersi cura della moglie e di sua figlia Nance: in cambio chiede il suo silenzio. Ransom viene condannato a tre anni di lavori forzati: dentro, però, viene a sapere che la moglie sta morendo, senza alcun aiuto da parte di Chapman. Un altro galeotto lo aiuta, prestandogli del denaro da mandare alla sua famiglia.
Al villaggio arriva Strong, un nuovo pastore le cui nuove teorie sono disapprovate dai diaconi, tra i quali c'è anche Chapman. Si viene a sapere che Lem sta tornando a casa, rilasciato per buona condotta. I diaconi vorrebbero proibirgli di ritornare al villaggio, ma Strong prende le sue difese. Gli altri insorgono. A una riunione durante la quale viene messo in discussione il licenziamento di Strong, entra nella stanza Lem, terrorizzando Chapman.
Frazier, il compagno di cella di Lem, evaso dalla prigione, arriva al villaggio e si nasconde nella cantina dell'amico. Quando un poliziotto viene a perquisire il locale, Frazier lo prende prigioniero e gli ruba i vestiti, poi scappa. Il poliziotto, chiuso in cantina, sente non visto una conversazione tra Lem e Chapman: scopre così che il vero ladro è in effetti il bravo borghese, l'avvocato irreprensibile, considerato uno dei pilastri della società. Il furfante è così smascherato.

## Produzione
Il film fu prodotto dalla Kalem Company.

## Distribuzione
Distribuito dalla General Film Company, il film - un cortometraggio in tre bobine - uscì nelle sale statunitensi il 12 novembre 1913.